# Na Ah-reum
En aquest nom coreà, el cognom és Na.
Na Ah-reum (en coreà 나아름; Jeollabuk-do, 24 de març de 1990) és una ciclista sud-coreana, que combina la pista i la carretera. Ha guanyat diferents medalles en els campionats asiàtics i ha participat en dues edicions dels Jocs Olímpics.

## Palmarès en pista
- 2010
  - Campiona d'Àsia en Òmnium
- 2011
  - Campiona d'Àsia en Puntuació

### Resultats a laCopa del Món
- 2011-2012
  - 1r a Astanà, en Puntuació

## Palmarès en ruta
- 2012
  - Campiona d'Àsia en contrarellotge
- 2013
  -  Campiona de Corea del Sud en ruta
- 2014
  - Medalla d'or als Jocs Asiàtics en contrarellotge
  - Campiona d'Àsia en contrarellotge
  -  Campiona de Corea del Sud en ruta
- 2015
  - Campiona d'Àsia en contrarellotge
- 2016
  - Campiona d'Àsia en ruta